# Андре Ситроен
Андре-Гистав Ситроен (фр. André-Gustave Citroën; Милано, 5. фебруар 1878 — Париз, 3. јул 1935), француски инжењер холандског порекла. Фабрика аутомобила Ситроен носи његово име.
Андре-Гистав је пето и последње дете холандских Јевреја Левија Ситроена и Мазре Клејнман (Варшава, Пољска). Породица Ситроен се 1837. преселила из Амстердама у Париз и променила презиме у Ситроен. Андреов отац је извршио самоубиство кад је Андре имао две године.
Андре је дипломирао на Политехничкој школи 1900. За време Првог светског рата почео је масовно да производи оружје. Андре је основао Ситроен 1919. и тиме постао четврти произвођач у свету за време 1930-их.
Преминуо је од рака желуца 3. јула 1935, а сахрањен је на гробљу Монпарнас у Паризу. У Аутомобилску кућу славних примљен је 1998.